# Lijst van premiers van Slowakije
Dit artikel geeft een lijst van premiers van Slowakije, zowel voor de Eerste Slowaakse Republiek tussen 1939 en 1945 als voor de periode sinds de opsplitsing van Tsjechoslowakije in Tsjechië en Slowakije op 1 januari 1993.

## Premiers van Slowakije

### Premier van de Eerste Slowaakse Republiek 1939–1945
| Nr. | Foto | Naam         | Van              | Tot              | Partij    |
| --- | ---- | ------------ | ---------------- | ---------------- | --------- |
| 1   |      | Jozef Tiso   | 14 maart 1939    | 17 oktober 1939  | HSĽS-SSNJ |
| 2   |      | Vojtech Tuka | 27 oktober 1939  | 5 september 1944 | HSĽS-SSNJ |
| 3   |      | Štefan Tiso  | 5 september 1944 | 8 mei 1945       | HSĽS-SSNJ |

### Premiers van de Slowaakse Republiek sinds 1993
| Nr. |                 | Foto        | Naam             | Van              | Tot              | Partij                               |
| --- | --------------- | ----------- | ---------------- | ---------------- | ---------------- | ------------------------------------ |
| 1   |                 |             | Vladimír Mečiar  | 1 januari 1993   | 14 maart 1994    | HZDS                                 |
| 2   |                 |             | Jozef Moravčík   | 16 maart 1994    | 13 december 1994 | DÚ                                   |
| 3   |                 |             | Vladimír Mečiar  | 13 december 1994 | 29 oktober 1998  | HZDS                                 |
| 4   |                 |             | Mikuláš Dzurinda | 30 oktober 1998  | 15 oktober 2002  | SDK/SDKÚ                             |
| 4   | 16 oktober 2002 | 4 juli 2006 | Mikuláš Dzurinda | SDKÚ             |                  |                                      |
| 5   |                 |             | Robert Fico      | 4 juli 2006      | 8 juli 2010      | SMER-SD                              |
| 6   |                 |             | Iveta Radičová   | 8 juli 2010      | 4 april 2012     | SDKÚ                                 |
| 7   |                 |             | Robert Fico      | 4 april 2012     | 22 maart 2018    | SMER-SD                              |
| 8   |                 |             | Peter Pellegrini | 22 maart 2018    | 21 maart 2020    | SMER-SD                              |
| 9   |                 |             | Igor Matovič     | 21 maart 2020    | 1 april 2021     | OĽaNO                                |
| 10  |                 |             | Eduard Heger     | 1 april 2021     | 15 mei 2023      | OĽaNO (tot 2023) Demokrati (na 2023) |
| 11  |                 |             | Ľudovít Ódor     | 15 mei 2023      | 25 oktober 2023  | Onafhankelijk                        |
| 12  |                 |             | Robert Fico      | 25 oktober 2023  |                  | SMER-SD                              |